# Lábios sem Beijos
Lábios sem Beijos (Labios vírgenes en español) es una película dramática brasileña producida en 1930 por Cinédia, en la era del cine mudo. Fue dirigida por Humberto Mauro, quién fue también el director de fotografía, con Lelita Rosa, Paulo Morano y Didi Viana en el reparto principal. Escrito por Adhemar Gonzaga y Arlindo Muccilo, la película narra la historia de Lelita, una joven mujer de una rica familia quién es cortejada por su primo Paul, pero ella tiene razones para creer que está teniendo una aventura con la hermana de Lelita, lo que provoca problemas de celos, hasta que todo se aclara y el amor prevalece.
En una entrevista con la revista brasileña A Ordem durante el periodo previo al estreno de la película, Gonzaga declaró:
"Mi compañía fue fundada para construir el verdadero cine brasileño. Fue lanzada exclusivamente con nuestro esfuerzo y nuestro capital. Demostremos que podemos crear un arte nuevo y legítimo, capaz de convertir la sonrisa de los pesimistas en un grito de entusiasmo".

## Recepción
Ópera prima de Cinédia, es considerada una de las más significativas de Mauro, y un clásico del cine mudo brasileño. Ha sido descrito como "un hito en el cine cómico brasileño... una visión mordaz de la vida cotidiana, una visión irónica... que todavía nos hace reír hoy". Algunos críticos contemporáneos se opusieron a sus imágenes sensuales.
Ganó el premio Journal do Brasil a Mejor Película brasileña en 1930.